# Satymkul Dzjumanazarov
Satymkul Dzjumanazarov (ryska: Сатымкул Джуманазаров), född den 17 september 1951 i Kirgizistan, död 2 april 2007, var en sovjetisk friidrottare inom maratonlöpning.
Han tog OS-brons i maraton vid friidrottstävlingarna 1980 i Moskva. 